# Goliatfugleedderkop
Goliatfugleedderkop (Theraposa blondi) er formentlig verdens største fugleedderkop målt efter størrelsen af dens benspænd, som kan være på mere end 30 cm. Edderkoppen kan nå op på en vægt på mere end 120 gram.
Det er en meget populær edderkop som hobbydyr.[kilde mangler] Det er imidlertid ikke en edderkop, man skal spøge med, da den hører til i den mere aggressive del af spektret.
Det er en såkaldt huleedderkop. Det vil sige at den graver en hule under f.eks. et råddent træ, en sten eller hvad der ellers virker passende for den. I fangeskab bruger de fleste et stykke kork eller bark.
Arten stammer fra Ecuador, hvor den lever i regnskoven. Derfor skal man, hvis man vil holde den som hobbydyr, lade edderkoppen leve i et miljø med høj luftfugtighed.
Såfremt en goliatfugleedderkop holdes i terrarium, skal terrariet helst være 60x45x45.[kilde mangler]